# Аврора Клавель
Аврора Клавель Гальярдо (ісп. Aurora Clavel Gallardo; 14 серпня 1936, Сантьяго Пінотепа-Насіональ, Оахака — 19 травня 2025, Мехіко) — мексиканська акторка.

## Життєпис
Народилася 14 серпня 1936 року в місті Сантьяго Пінотепа-Насіональ, штат Оахака. Зніматися почала 1961 року, її повна фільмографія налічує понад 100 ролей в кіно та на телебаченні.
У січні 2011 року Клавель оголосила про відкриття власної Школи драматичного мистецтва в своєму рідному місті. «Я хочу навчати молодь всього чого навчилася сама протягом 50 років. Я хочу залишити це як спадщину молоді своєї країни». Також акторка була почесним членом Комісії честі і справедливості Національної асоціації акторів Мексики (ANDA).
Аврора Клавель померла 19 травня 2025 року у Мехіко в 88-річному віці.

## Фільмографія
| Рік       |   | Українська назва                 | Оригінальна назва             | Роль                           |
| --------- | - | -------------------------------- | ----------------------------- | ------------------------------ |
| 1963      | ф | Мисливиці на акул                | Tiburoneros                   | дружина Рубена                 |
| 1965      | ф | Майор Данді                      | Major Dundee                  | Мелінче                        |
| 1965      | ф | Горді сини Тараумари             | Tarahumara                    | Белен                          |
| 1967      | ф | Самотнє ранчо                    | Rancho solo                   | Томаса                         |
| 1967      | ф | Солдатка                         | La soldadera                  | Вікторія                       |
| 1968      | ф | Гармати Сан-Себастьяна           | Los cañones de San Sebastian  | Магдалена                      |
| 1969      | ф | Дика банда                       | The Wild Bunch                | Аврора                         |
| 1970      | ф | Солдат у синьому мундирі         | Soldier Blue                  | індіанка                       |
| 1971      | с | Тінь Лусії                       | Lusía Sombre                  | сеньйора Равель                |
| 1972      | с | Карета                           | El carruaje                   | Жінка                          |
| 1972—1974 | с | Брати Корахе                     | Hermanos Coraje               | Івана                          |
| 1973      | ф | Пет Ґерретт і Біллі Кід          | Pat Garrett and Billy the Kid | Іда Геррет                     |
| 1975      | ф | Будинок на півдні                | La casa del sur               | Хасінта                        |
| 1977      | ф | Маріачі - Кривава фієста         | Mariachi - Fiesta de sangre   | Магдалена Варгас               |
| 1979—1980 | с | Багаті теж плачуть               | Los ricos también lloran      | Мама Чолі Лопес                |
| 1982      | с | Ванесса                          | Vanessa                       | Марга                          |
| 1982—1983 | с | Б'янка Відаль                    | Bianca Vidal                  | Роса                           |
| 1983—1984 | с | Хижачка                          | La fiera                      | сестра Тринідад                |
| 1983—1984 | с | Амалія Батіста                   | Amalia Batista                | Адела                          |
| 1985      | с | Прожити ще трохи                 | Vivir un poco                 | Сабіна                         |
| 1986      | ф | Берег москітів                   | The Mosquito Coast            | місіс Мейвіт                   |
| 1986      | с | Гора страждання                  | Monte Calvario                | Фернанда                       |
| 1987—1988 | с | Дика роза                        | Rosa salvaje                  | мати журналіста Ернесто Рохаса |
| 1988      | с | Гріх Оюкі                        | El pecado de Oyuki            | Нанає Тайота                   |
| 1993      | с | Між життям і смертю              | Entre la vida y la muerte     | Гертрудіс                      |
| 1994      | ф | Чоловік у білому                 | El hombre de blanco           | Марія                          |
| 1995      | с | Марія Хосе                       | María José                    | Мече                           |
| 1995—1996 | с | Бідна багата дівчинка            | Pobre niña rica               | Ката                           |
| 2000—2001 | с | Обійми мене міцніше              | Abrázame muy fuerte           | Вісента                        |
| 2001—2006 | с | Жінка, випадки з реального життя | Mujer, casos de la vida real  | різні персонажі                |
| 2003—2004 | с | Нічна Маріанна                   | Marianna de la noche          | Мама Лупе                      |
| 2005—2006 | с | Світанок                         | Alborada                      | Клеотільда                     |
| 2008      | ф | Спіраль                          | Espiral                       | Лавінія                        |
| 2008      | с | Вогонь у крові                   | Fuego en la sangre            | Офелія                         |
| 2008—2009 | с | Обережно з ангелом               | Cuidado con el ángel          | Ферміна                        |
| 2010      | с | Я твоя хазяйка                   | Soy tu dueña                  | донья Ангустіас                |
| 2011      | с | Рафаела                          | Rafaela                       | Рефухіо                        |
| 2011      | с | Роза Гвадалупе                   | La Rosa Guadalupe             | Отілія                         |
| 2012—2014 | с | Як то кажуть                     | Como dice el dicho            | різні персонажі                |
| 2013      | с | Непокірне серце                  | Corazón indomable             | Сарафіна                       |
| 2014—2015 | с | Я не вірю в чоловіків            | Yo no creo en los hombres     | Чело                           |
| 2017      | с | Кандидатка                       | La candidata                  | мати Хосе                      |